# Tercera División de Chile 1984
El Campeonato Oficial de Fútbol de la Tercera División de 1984 fue la 4° edición de la tercera categoría del fútbol de Chile, correspondiente a la temporada 1984. Se jugó desde julio de 1984 hasta enero de 1985.
Su organización estuvo a cargo de la Asociación Nacional de Fútbol Amateur de Chile (ANFA) y contó con la participación de 22 equipos, los cuales, disputaron dos campeonatos Apertura y Clausura en cada uno de los cuales se otorgaron ascensos a la Segunda División del año siguiente.
El campeón Santiago Morning asciende a Segunda División 1985.
El club San Antonio Unido entró en receso y fue reemplazado por San Antonio Atlético.

## Movimientos Divisionales
| Pos | a Segunda División de Chile 1984 |
| --- | -------------------------------- |
| 1º  | Super Lo Miranda (Campeón)       |
| 2º  | Iván Mayo                        |

| Pos | a Tercera División de Chile 1984 |
| --- | -------------------------------- |
| 1º  | Deportivo Chilectra              |

| Pos | Aceptado en la Competencia. |
| --- | --------------------------- |
| -   | Juventud Chépica            |

| Pos     | desde Segunda División de Chile 1983 |
| ------- | ------------------------------------ |
| 3º (LD) | Ñublense                             |
| 4º (LD) | San Antonio Unido                    |
| 23º     | Colchagua                            |
| 24º     | Santiago Morning                     |

## Equipos participantes
| Equipo                | Ciudad           |
| --------------------- | ---------------- |
| Campos de Batalla     | Maipú            |
| Colchagua             | San Fernando     |
| Comercio de Llay-Llay | Llay-Llay        |
| Concón National       | Concón           |
| Cultural Doñihue      | Doñihue          |
| Defensor Casablanca   | Casablanca       |
| Deportes Maipo        | Maipo            |
| Deportes Peumo        | Peumo            |
| Deportes Puente Alto  | Puente Alto      |
| Deportes Rengo        | Rengo            |
| Deportivo Chilectra   | Independencia    |
| Ferroviarios          | Estación Central |
| Grand Prix            | Maipú            |
| Indep. de Cauquenes   | Cauquenes        |
| Juventud Chépica      | Chépica          |
| Lautaro de Buin       | Buin             |
| Municipal Talagante   | Talagante        |
| Ñuble Unido           | Chillán          |
| San Antonio Atlético  | San Antonio      |
| Santiago Morning      | Recoleta         |
| Sportivo Cartagena    | Cartagena        |
| Tricolor Municipal    | Paine            |

## Primera fase
Los 22 clubes se dividieron en dos grupos, zona norte y zona sur, clasificando los dos primeros de cada grupo a la liguilla final.

### Grupo Norte
| Pos | Equipo               | PJ | PG | PE | PP | GF | GC | Dif | Pts |
| --- | -------------------- | -- | -- | -- | -- | -- | -- | --- | --- |
| 1.  | Santiago Morning     | 20 | 15 | 4  | 1  | 39 | 10 | +29 | 34  |
| 2.  | Grand Prix           | 20 | 11 | 6  | 3  | 36 | 24 | +12 | 28  |
| 3.  | Comercio Llay-Llay   | 20 | 8  | 7  | 5  | 35 | 27 | +8  | 23  |
| 4.  | Chilectra            | 20 | 9  | 5  | 6  | 30 | 27 | +3  | 23  |
| 5.  | Defensor Casablanca  | 20 | 8  | 6  | 6  | 53 | 40 | +13 | 22  |
| 6.  | San Antonio Atlético | 20 | 8  | 4  | 9  | 29 | 33 | -4  | 20  |
| 7.  | Sportivo Cartagena   | 20 | 6  | 7  | 8  | 21 | 32 | -11 | 19  |
| 8.  | Ferroviarios         | 20 | 4  | 10 | 7  | 25 | 31 | -6  | 18  |
| 9.  | Concón National      | 20 | 3  | 9  | 8  | 28 | 32 | -4  | 15  |
| 10. | Municipal Talagante  | 20 | 4  | 5  | 11 | 30 | 45 | -15 | 13  |
| 11. | Campos de Batalla    | 20 | 1  | 6  | 13 | 11 | 37 | -26 | 8   |

### Grupo Sur
| Pos | Equipo               | PJ | PG | PE | PP | GF | GC | Dif | Pts |
| --- | -------------------- | -- | -- | -- | -- | -- | -- | --- | --- |
| 1.  | Ñuble Unido          | 20 | 13 | 4  | 3  | 42 | 16 | +26 | 30  |
| 2.  | Lautaro de Buin      | 20 | 9  | 7  | 4  | 31 | 15 | +16 | 27  |
| 3.  | Colchagua            | 20 | 12 | 3  | 5  | 27 | 20 | +7  | 27  |
| 4.  | Deportes Rengo       | 20 | 9  | 7  | 4  | 28 | 22 | +6  | 25  |
| 5.  | Deportes Puente Alto | 20 | 8  | 7  | 5  | 30 | 28 | +2  | 23  |
| 6.  | Juventud Chépica     | 20 | 7  | 4  | 9  | 19 | 22 | -3  | 18  |
| 7.  | Cultural Doñihue     | 20 | 6  | 6  | 8  | 23 | 30 | -7  | 18  |
| 8.  | Tricolor Municipal   | 20 | 8  | 1  | 11 | 32 | 33 | -1  | 17  |
| 9.  | Indep. Cauquenes     | 20 | 5  | 5  | 10 | 18 | 27 | -9  | 15  |
| 10. | Deportes Peumo       | 20 | 4  | 4  | 12 | 19 | 41 | -22 | 12  |
| 11. | Deportes Maipo       | 20 | 4  | 2  | 14 | 26 | 42 | -16 | 10  |

|  | Clasifican a Liguilla de Ascenso |

## Liguilla de Ascenso
Los cuatro clasificados se enfrentaron todos contra todos, en dos ruedas. El ganador se consagra campeón y obtiene el ascenso a Segunda División.
| Pos | Equipo           | PJ | PG | PE | PP | GF | GC | Dif | Pts |
| --- | ---------------- | -- | -- | -- | -- | -- | -- | --- | --- |
| 1   | Ñuble Unido      | 6  | 4  | 1  | 1  | 16 | 7  | +9  | 9   |
| 2   | Santiago Morning | 6  | 4  | 1  | 1  | 16 | 10 | +6  | 9   |
| 3   | Lautaro de Buin  | 6  | 3  | 0  | 3  | 8  | 9  | -1  | 6   |
| 4   | Grand Prix       | 6  | 0  | 0  | 6  | 4  | 18 | -14 | 0   |

### Final Campeonato
| Partido final en cancha neutral; | Santiago Morning | 2:1 | Ñuble Unido | Estadio Municipal Jorge Silva Valenzuela, San Fernando (Chile) |  |

## Partido por el descenso
Jugado entre los colistas de los Grupos Norte y Sur, Campos de Batalla y Deportes Maipo respectivamente.
| Partido de ida; 25 de noviembre de 1984 | Campos de Batalla | 0:0 | Deportes Maipo |  |  |

| Partido de vuelta; 2 de diciembre de 1984 | Deportes Maipo | 0:1 | Campos de Batalla |  |  |

Deportes Maipo descendió a Cuarta División pero su descenso fue anulado debido al posterior retiro de Independiente de Cauquenes.

## Campeón
| Chile                            |
| Campeón 1984 Santiago Morning    |
| Asciende a Segunda División 1985 |